# ブラッド・キルツ
ブラッド・キルツ（William Bradley "Brad" Kiltz、1957年9月2日 - ）はアメリカ領サモアの男子ボブスレー選手。
1994年のリレハンメルオリンピックのボブスレー競技にアメリカ領サモアから初の冬季オリンピック出場者として出場した。ファーウーガ・ムアグトゥティアとともに二人乗りに出場したが、39位に終わっている。